# La Longue Marche (Blueberry)
La Longue Marche est le dix-neuvième album de la série de bande dessinée Blueberry de Jean-Michel Charlier (scénario) et Jean Giraud (dessin). Publié pour la première fois en 1980, c'est le deuxième album du cycle de Blueberry fugitif (trois tomes). Le titre est une allusion à la longue marche des Navajos survenue en 1864. Le dessin a été réalisé en collaboration avec Michel Rouge.

## Résumé
Red Neck et MacClure demandent l'aide de Chihuahua Pearl pour libérer Blueberry, emprisonné à Fort Bowie. Alors qu'il est emmené vers l'Est pour y être pendu, Blueberry s'échappe avec l'aide des trois ainsi que d'un contingent navajo mené par Vittorio. Ce dernier a en effet reconnu que c'était une erreur que de vouloir combattre les hommes blancs. Après s'être emparés d'un train, Blueberry et les Navajos se dirigent vers un camp où sont emprisonnés les autres membres de la tribu navajo menée par Cochise.

## Personnages principaux
- Blueberry : lieutenant de cavalerie emprisonné et condamné à être pendu[3].
- MacClure : vieil homme alcoolique[4] et « compagnon de plusieurs aventures de Blueberry »[5].
- Red Neck : « autre compagnon d'aventures de Blueberry »[6].
- Vittorio : jeune Navajo fougueux qui a renoncé à la guerre avec les hommes blancs[7]
- Duke Stanton : riche homme d'affaires qui veut séduire Chihuahua Pearl[8]
- Wild Bill Hickok : chasseur de primes à la recherche de Blueberry[9].
- Gedeon O'Bannion : homme scalpé qui cherche à venger la mort de sa femme et de ses enfants, tués par des indiens[10].

## Éditions
- La Longue Marche, 1980, Fleurus (France) et EDI-3 (Belgique), 48 p.
- réédition Hachette (France) et Novedi (Belgique), 1982
- réédition Dupuis, collection « Repérages », 1992  (ISBN 2-8001-2013-4)
- réédition Dargaud, 2003